# Limonata
La limonata è una bevanda analcolica a base di acqua, succo di limone e zucchero.

## Storia
Un antecedente della bevanda veniva consumato in Egitto fra il XIII e il XIV secolo ed era un alcolico a base di datteri, miele e limoni. Sempre in Egitto, sulla costa mediterranea, esisteva una preparazione con limone e zucchero nota come qatarmizat.
Nel 1676, una compagnia francese nota come Compagnie de Limonadiers vendeva limonata a Parigi.
Risale almeno al '700 la limonata napoletana gassata al momento di berla grazie all'aggiunta di bicarbonato in polvere. In seguito all'invenzione dell'acqua gassata, nata grazie a Joseph Priestley nel 1767, fu possibile commercializzare anche la limonata gassata, nata nel 1833 nel Regno Unito.
Preparata e consumata anche in Italia meridionale, con i limoni della costiera amalfitana e in Sicilia con limoni siciliani.

## Caratteristiche
La limonata è generalmente ottenuta con acqua, limone e zucchero.
A volte, il termine indica le bibite gassate all'aroma di limone che rientrano nei cosiddetti soft drink.
Essendo una bevanda molto dissetante, si consuma soprattutto nelle calde giornate estive.
Per essere considerata tale una limonata deve almeno contenere il 12% di succo di limone.